# B.H. Liddell Hart
Sir Basil Henry Liddell Hart (n. 31 octombrie 1895, Paris, Île-de-France, Franța – d. 29 ianuarie 1970, Marlow, Buckinghamshire, Anglia, Regatul Unit) cunoscut înainte de a fi făcut lord și cu numele de  Căpitanul B. H. Liddell Hart a fost un militar, istoric militar și unul din teoreticienii de seamă a perioadei interbelice. Este creditat că prin teoriile sale a influențat semnificativ dezvoltarea luptelor purtate cu tancuri.
El a preluat și adezvoltat tezele generalului englez John Fuller și francezului Jean Estienne cu privire la utilizarea blindatelor în luptă. În acest scop, pleda pentru motorizarea infanteriei.
În Primul Război Mondial s-a înrolat ca voluntar, în 1915 a fost promovat la rangul de căpitan, fiind rănit de mai multe ori. A participat la Bătălia de pe Somme (1916), unde pe 19 iulie 1916 a suferit leziuni grave în urma unui atac cu gaze toxice, fiind scos din prima linie. Batalionul său a fost aproape distrus în prima zi a ofensivei de 1 iulie, care era parte din cele 60.000 de victime suferite în cea mai grea pierdere într-o singură zi din istoria Marii Britanii. Experiențele pe care le-a suferit pe Frontul de Vest l-au afectat profund pentru tot restul vieții.
El a scris o serie de lucrări de specialitate în domeniul istoriei militare, care s-au dovedit influente în rândul strategilor. El susținea, că atacul frontal era o strategie care este menită să eșueze cu prețul unui mare număr de vieți, așa cum s-a întâmplat în Primul Război Mondial. El a recomandat în schimb „abordarea indirectă” (Indirect approach), spunând, că ...În strategie, drumul cel mai lung este adesea cel mai scurt drum spre casă.  și folosirea cu încredere a formațiunilor blindate cu mișcare rapidă. A fost transferat la pregătirea recruților la unitățile de voluntari. Aici a scris câteva mai multe broșuri despre exerciții și antrenamente de infanterie, care au intrat în atenția generalului Sir Ivor Maxse, comandantul Diviziei 18 (Est). După război, s-a transferat la Corpul Educațional al Armatei Regale, unde a pregătit o nouă ediție a Manualului de pregătire pentru infanterie. În acest manual, Liddell Hart s-a străduit să insufle lecțiile din 1918 și a purtat o corespondență cu generalul Maxse, un ofițer care a fost comandant în timpul bătăliilor de la Hamel și Amiens.
Este cunoscut, că publicațiile lui de dinainte de cel de-al Doilea Război Mondial au influențat strategia germană în timpul războiului, deși a fost acuzat că i-a determinat pe generalii capturați să-și exagereze rolul în dezvoltarea tacticilor blitzkrieg. De asemenea, a contribuit la promovarea mitului Rommel și a argumentului „Wehrmacht-ului curat” în scopuri politice, când Războiul Rece a necesitat recrutarea unei noi armate vest-germane.

## Teoria lui Liddell Hart
Din studiul strategilor din trecut (în special Napoleon I, Scipio Africanul și Sun Tzu), din ideile personale și din opera lui generalului englez John Fuller, Liddell Hart și-a creat doctrina militară, despre care va găsi confirmare în strategiile lui Erwin Rommel, Heinz Guderian și Erich von Manstein. Doctrina militară a lui Liddell Hart se bazează pe 6 axiome:
- Abordarea indirectă este cea mai bună, renunțarea la o poziție inamică atacând-o pe alta sau lovirea ei prin rute mai lungi, dar mai puțin apărate este cea mai bună modalitate de a acționa. La nivel strategic, abordarea indirectă poate lovi și țara inamică, privând-o de resursele necesare pentru a continua războiul.
- Pentru a învinge un inamic nu este necesar să-i distrugi forțele în luptă (războiul anihilării teoretizat de Carl von Clausewitz), dar este necesar să dai o lovitură suficient de violentă pentru a-i paraliza capacitatea de reacție.
- Forțe complet motorizate și șenilate (pentru evitarea dependenței de drumuri, care sunt ușor de apărat), acționând autonom și pătrunzând adânc, aceste unități pot tăia căile de comunicație ale inamicului ducând la prăbușirea inamicului.
- Strategia, însă, nu trebuie să fie neapărat ofensivă, poziții bine echipate, în mod natural puternice și apărate în mod elastic, adică ținând cont de posibilitatea retragerilor strategice, cel mai frapant exemplu adus de Liddell Hart este apărarea condusă de Rommel în Africa sau de Gotthard Heinrici în Rusia.
- Liddell Hart reafirmă axioma napoleoniană a importanței de a avea superioritate locală asupra inamicului, nu este necesar să existe armate imense, atâta timp cât viteza de mișcare permite desfășurarea unor forțe suficiente în punctul decisiv.
- În general, Liddell Hart afirmă că o armată mai puțin, decât pe superioritate numerică trebuie să se bazeze pe calitate și pe o pregătire temeinică.

| “                    | Nu într-o singură perioadă, ci de-a lungul istoriei se observă că în toate campaniile decisive, dislocarea echilibrului psihologic și fizic al inamicului a fost preludiul vital al răsturnării acestuia. | ” |
| — B. H. Liddell Hart | |   |

Liddell Hart a fost un susținător al noțiunii că este mai ușor să reușești în război printr-o abordare indirectă.
A ataca acolo unde se așteaptă adversarul, așa cum explica Liddell Hart, îngreunează sarcina victoriei: „A te deplasa pe linia așteptărilor naturale consolidează echilibrul adversarului și, astfel, îi crește puterea de rezistență”. Aceasta este în contrast cu o abordare indirectă, în care surpriza fizică sau psihologică este o componentă: „Evitarea apropierii directe este de obicei fizică și întotdeauna psihologică. În strategie, cel mai lung drum spre inamic este adesea cel mai scurt drum spre casă”.
Liddell Hart a ilustrat noțiunea cu exemple istorice. De exemplu, Liddell Hart a considerat Bătălia de la Leuctra, câștigată de Epaminondas, un exemplu de abordare indirectă. În loc să-și întărească armata pe aripa dreaptă, așa cum era standard la acea vreme, Epaminondas și-a întărit aripa stângă, a reținut aripa dreaptă în viteza de deplasare și a înfrânt armata spartană. Un exemplu mai modern ar fi debarcarea Aliaților în Normandia pe 6 iunie 1944, deoarece germanii se așteptau la o debarcare în vecinătatea portului Pas-de-Calais, fiind distanța cea mai scurtă.[35] În schimb, un exemplu de atac direct, în ochii lui Liddell Hart, a fost atacul forțelor Uniunii la Bătălia de la Fredericksburg în 1862.

## Lucrări: Bibliografie parțială
- Scipio Africanus: Greater Than Napoleon (W Blackwood and Sons, London, 1926; Biblio and Tannen, New York, 1976)
- Great Captains Unveiled (W. Blackwood and Sons, London, 1927; Greenhill, London, 1989)
- Reputations 10 Years After (Little, Brown, Boston, 1928)
- The decisive wars of history (1929) (This is the first part of the later: Strategy: the indirect approach)
- The Real War (1914–1918) (1930), later republished as A History of the World War (1914–1918).
- Foch, the man of Orleans In two Volumes (1931), Penguin Books, Harmondsworth, England.
- Sherman: Soldier, Realist, American (Dodd, Mead and Co, New York, 1929; Frederick A. Praeger, New York, 1960)
- The Ghost of Napoleon (Yale University, New Haven, 1934)
- The Defence of Britain (Faber and Faber, London, 1939; Greenwood, Westport, 1980)
- The strategy of indirect approach (1941, reprinted in 1942 under the title: The way to win wars)
- The way to win wars (1942)
- Strategy: the indirect approach, third revised edition and further enlarged London: Faber and Faber, 1954
- The Rommel Papers, (editor), 1953
- The Tanks - A History of the Royal Tank Regiment and its Predecessors: Volumes I and II (Praeger, New York, 1959)
- The Memoirs of Captain Liddell Hart: Volumes I and II (Cassell, London, 1965)
- Why don't we learn from history? (Hawthorn Books, New York, 1971)
- History of the Second World War (London, Weidenfeld Nicolson, 1970)
- "Foreword" to Samuel B. Griffith's Sun Tzu: the Art of War (Oxford University Press, London, 1963)
- The Other Side of the Hill. Germany's Generals. Their Rise and Fall, with their own Account of Military Events 1939-1945, London: Cassel, 1948;  enlarged and revised edition, Delhi: Army Publishers, 1965
- The Revolution in Warfare, London: Faber and Faber, 1946
- The Current of War, London: Hutchinson, 1941